# NTT-Docomo Red Hurricanes Osaka
Les NTT-Docomo Red Hurricanes Osaka (appelés communément Red Hurricanes) sont une équipe japonaise de rugby à XV qui est basée à Osaka et évolue dans la Top League,.

## Histoire
Le club des NTT Docomo Red Hurricanes est fondé en 1993.
En 2022, l'équipe est renommée NTT-Docomo Red Hurricanes Osaka. À la suite d'un accord trouvé avec le Cerezo Osaka, l'équipe partagera avec le club de football à partir de la saison 2022 le Yodoko Sakura Stadium (rénové, dont la capacité a été portée à 25000 places).

## Palmarès

### Effectif 2018-2019
| Piliers - Cho Ryung-tae - Yuuki Kawano - Hiroshi Kitajima - Kazuma Nishikawa - Yosuke Nishiura - Syun Okabe - Munetaka Sashida Talonneurs - Kim Ryom - Masaki Midorikawa - Yuki Nakamura - Hiroaki Ushihara - Shinsuke Yoshida Deuxièmes lignes - Lourens Erasmus - Keepa Mewett - Shinya Osugi - Park Soon-chai - Toru Sugishita - Yoichiro Tsuchiya | Troisièmes lignes - Yosuke Eto - Joe Iongi - Li Chi-yon - Taro Sato - Jamason Fa'anana Schultz - Keisuke Shin - Kosuke Tsujii - Wimpie van der Walt - Daisuke Yokoyama Demis de mêlée - Tatsuya Hamano - Ippei Hata - Akira Inoue - Shigeru Kohiyama Demis d'ouverture - Marty Banks - Takuya Oji - Yoshihito Sato | Centres - Samisoni Ahokovi Tua - Kim Yon-hi - Masaki Kobayashi - Mifiposeti Paea - Syota Takano - Kaoru Tsuruta Ailiers - Jang Seong-min - Tomohiro Kurata - Josefa Lilidam - Kouki Shigeno - Larry Steven Sulunga 'Arrières - Takahito Kunai - Shota Saiguchi - Riaan Viljoen |
| | | |
| (c) dénote le capitaine, Gras dénote un joueur international | | |

## Joueur célèbres
- Sireli Bobo
- Mils Muliaina
- Semo Sititi